# Colpevolezza
La colpevolezza è un concetto giuridico imponente una responsabilità penale rigorosamente soggettiva (concretamente accertata come dolosa o colposa), ed un proporzionato trattamento sanzionatorio vincolato alla rieducazione del condannato.

## Normativa italiana
Il concetto di colpevolezza, pur non essendo esplicitato nel ordinamento giuridico italiano (il codice penale e la Costituzione, infatti, usano il termine colpevole solo nella ben diversa accezione di responsabile), ne rappresenta un imprescindibile fondamento giacché ha per funzione la delimitazione dell'area del penalmente illecito e costituisce il presupposto per l'applicabilità della pena.
Il ruolo centrale della colpevolezza nel sistema penale italiano è peraltro confermato dall'art. 27 della Costituzione, che sancisce il principio della personalità della responsabilità penale.
Art.27.1: "La responsabilità penale è personale."
Tale principio va infatti inteso, come ha stabilito la Corte Costituzionale, oltre che come divieto di responsabilità per fatto altrui, anche come responsabilità per fatto proprio colpevole. La stessa funzione rieducativa della pena, sancita dall'art. 27 3° comma della Costituzione, presuppone l'operatività del principio della colpevolezza, giacché la pretesa rieducativa della pena non avrebbe più alcun senso laddove si assoggettasse a pena un individuo al quale nessun rimprovero, neanche a titolo di colpa, possa essere mosso.
Si può dunque sostenere che colpevolezza implica rimproverabilità dell'agente per contrarietà o riprovevole indifferenza mostrata verso l'ordinamento giuridico.
Art.27.3: "Le pene non possono consistere in trattamenti contrari al senso di umanità e devono tendere alla rieducazione del condannato."
La Costituzione repubblicana, inoltre, fissa un preciso limite alla nozione di colpevolezza con il principio di presunzione d'innocenza:
Art.27.2: "L'imputato non è considerato colpevole sino alla condanna definitiva."
La Repubblica, infine, non ammette la pena capitale, ritenendola in contrasto sia con il principio rieducativo alla base della pena sia con i diritti umani, essi stessi oggetto di tutela costituzionale. Recita, infatti, l'articolo 27 comma 4:
Art.27.4: "Non è ammessa la pena di morte."

## La concezione psicologica
Nella scienza penalistica non è stata raggiunta una communis opinio su cosa effettivamente sia la colpevolezza. Due le opinioni che si sono contese il campo: la concezione psicologica e la concezione normativa.

La prima delle due teorie, sostenuta dai penalisti della Scuola classica di diritto penale e dal giurista lucchese Carrara, identifica la colpevolezza nel legame psicologico che unisce il fatto all'autore nella forma e nei limiti del dolo o della colpa. Così se Caio ha previsto e voluto la morte di Tizio come conseguenza della sua azione o omissione vi sarà dolo. Se invece Caio ha voluto solo una condotta dalla quale è derivata la morte di Tizio, e questa era prevista o prevedibile, si dice che c'è colpa.
La concezione psicologica si propone di perseguire due finalità di valenza prettamente garantista:
- anzitutto essa esprime l'idea che la responsabilità penale abbia come presupposto una partecipazione psicologica alla commissione del fatto. Si enuclea dunque un concetto astratto di colpevolezza capace di comprendere nel suo seno sia il dolo che la colpa.
- in secondo luogo la concezione psicologica tende a circoscrivere la colpevolezza all'atto di volontà relativo al singolo reato, indipendentemente dalla personalità del reo e dal processo motivazionale che sorregge la condotta.

## La concezione normativa
Ma altra parte della dottrina ha criticato la teoria psicologica in virtù della sua incapacità di graduare la responsabilità penale in relazione alle ragioni soggettive che hanno spinto alla commissione del reato. Si è inoltre obiettato che dolo e colpa sono solo concetti che difettano di comuni denominatori idonei a consentirne l'appartenenza ad una categoria generale unica.
Si è così data alla luce una nuova teoria, la cosiddetta teoria normativa che definisce la colpevolezza il giudizio di rimproverabilità per l'atteggiamento antidoveroso della volontà rispetto alla norma d'obbligo. In altre parole, la colpevolezza è la contraddittorietà tra la volontà dell'individuo nel caso concreto e la volontà della norma.
La teoria normativa è stata proposta per la prima volta con dovizia di argomentazioni dal giurista tedesco Reinhard Frank che fece un esempio divenuto famoso per spiegare la nuova concezione della colpevolezza: si tratta del caso di un cassiere di una azienda commerciale e di un portavalori che commettono entrambi una appropriazione indebita. L'uno ha uno stipendio buono, conduce una vita agiata e non ha figli. Il secondo invece è mal pagato, ha una famiglia numerosa e una moglie malata. Il dolo è presente in ambedue le ipotesi di reato. Ma è opinione comune che il secondo individuo sia meno colpevole del primo.
La concezione normativa ha finito col prevalere nella dottrina italiana la quale afferma che è colpevole un individuo che abbia realizzato con dolo o colpa la fattispecie prevista dalla legge come reato, in assenza di circostanze tali da rendere necessitata l'azione illecita (Fiandaca-Musco).
La struttura della colpevolezza intesa in senso normativo è dunque così composta:
- Imputabilità: intesa quale capacità di intendere e di volere;
- dolo, colpa o preterintenzione quali criteri di imputazione soggettiva dell'evento dannoso o pericoloso derivato dalla condotta cosciente e volontaria;
- Conoscibilità del precetto penale, alla luce della storica sentenza della Corte Costituzionale 364 del 1988[3] sull'scusabilità dell'ignoranza della legge penale;
- Esigibilità della condotta conforme rispetto alla norma incriminatrice